# Stanična diferencijacija
Diferencijacija je proces u kojem nasljedno jednake stanice strukturno i funkcionalno postaju različite.